# Ngày quốc tế người cao tuổi
Ngày quốc tế người cao tuổi viết tắt IDOP (International Day of Older Persons) là một ngày hành động quốc tế do Liên Hợp Quốc đặt ra nhằm tuyên truyền cổ động cho việc chăm sóc, bảo vệ các người cao tuổi trong mọi nước thành viên vào ngày 1 tháng 10 hàng năm.

## Lịch sử
Ngày 14 tháng 12 năm 1990 Đại hội đồng Liên Hợp Quốc đã bỏ phiếu tán thành việc lấy ngày 1 tháng 10 hàng năm làm ngày quốc tế người cao tuổi, như đã được ghi trong Nghị quyết A/RES/45/106.
Ngày quốc tế người cao tuổi đầu tiên được tiến hành vào ngày 1/10/1991.
Ngày quốc tế người cao tuổi được tổ chức để nâng cao nhận thức về các vấn đề ảnh hưởng đến người cao tuổi, chẳng hạn như quá trình lão hóa và việc lạm dụng người cao tuổi. Đây cũng là một ngày để đánh giá cao những đóng góp mà những người cao tuổi đã làm cho xã hội. Đây là tâm điểm của Chương trình về người cao tuổi của Liên hiệp Quốc và các tổ chức bảo vệ người cao tuổi.
Ngày quốc tế người cao tuổi cũng tương tự như Ngày quốc gia ông bà (National Grandparents Day) ở Hoa Kỳ và Canada cũng như Ngày tôn trọng người cao tuổi (Respect for the Aged Day) ở Nhật Bản.

## Các chủ đề của Ngày quốc tế người cao tuổi
Các chủ đề qua các năm:

Tấm bảng ở Madrid, Tây Ban Nha, kỷ niệm Ngày quốc tế của người cao niên năm 2017

- 2024: Già hóa trong sự tôn nghiêm: Tầm quan trọng của việc tăng cường hệ thống chăm sóc và hỗ trợ cho người cao tuổi trên toàn thế giới

- 2020: Đại dịch: Chúng có thay đổi cách chúng ta giải quyết vấn đề tuổi tác và lão hóa không?
- 2019: Hành trình bình đẳng tuổi
- 2018: Tuyên dương các nhà vô địch nhân quyền cao tuổi
- 2017: Bước vào tương lai: Khai thác tài năng, đóng góp và sự tham gia của người cao niên trong xã hội
- 2016: Đứng vững chống phân biệt tuổi tác
- 2015: Phát triển bền vững và bao trùm trong xã hội
- 2014: Không để ai đằng sau: Thúc đẩy một xã hội cho tất cả
- 2013: Tương lai chúng ta muốn: những gì người lớn tuổi đang nói
- 2012: Tuổi thọ: Định hình tương lai
- 2011: "Thực hiện kế hoạch Madrid + 10: mở rộng các cơ hội và những thách thức của sự lão hóa toàn cầu"
- 2010: "Người cao tuổi và việc hoàn thành các Mục tiêu phát triển Thiên niên kỷ."
- 2009: "Việc cử hành kỷ niệm lần thứ 10 năm quốc tế người cao tuổi: Hướng tới một xã hội cho mọi lứa tuổi"
- 2008: "Các quyền của người cao tuổi."
- 2007: "Các vấn đề khó khăn và các thời cơ của sự lão hóa."
- 2006: "Nâng cao chất lượng cuộc sống của người cao tuổi: đẩy mạnh các chiến lược toàn cầu của Liên Hiệp quốc."
- 2005: "Sự lão hóa trong thiên niên kỷ mới: nghèo đói, các phụ nữ cao tuổi và việc phát triển".
- 2004: "Những người cao tuổi trong một xã hội liên thế hệ".
- 2003: "Kết hợp các vấn đề lão hóa trong các nỗ lực để tạo liên kết giữa Kế hoạch Hành động Quốc tế Madrid về lão hóa và các Mục tiêu Phát triển Thiên niên kỷ" ".
- 2002: "Những thách thức đặt ra bởi quá trình lão hóa."
- 2001: "Một xã hội cho mọi lứa tuổi."